# Jean-Baptiste-Auguste Chapélié
Pour les articles ayant des titres homophones, voir Chapelier et Chapellier.
Jean-Baptiste-Auguste Chapélié, né en 1740 à Paris et mort le 10 décembre 1811 à Paris, est un sculpteur français.

## Biographie
Jean-Baptiste-Auguste Chapélié est un élève de Christophe-Gabriel Allegrain. Demeurant à Paris, 44, rue Neuve Saint-Martin, il exposa au Salon de 1802 des portraits en cire et un bas-relief, également en cire, représentant Une mère allaitant un de ses enfants et caressant son fils aîné. 
Au Salon de 1810, on voyait de lui les portraits de Fénelon et de Bossuet.